# RPM Package Manager
RPM Package Manager (dawniej też Red Hat Package Manager, skrót RPM) – program służący do zarządzania (instalacji, aktualizacji, usuwania) pakietami zawierającymi oprogramowanie lub dane. Pakiety mają rozszerzenie .rpm. Pakiety RPM zawierają skompresowane (we wczesnych wersjach gzipem, w nowszych bzipem2 albo LZMA) archiwum cpio zawierające dane. Posiadają także dodatkowe informacje na temat zawartości, m.in. zależności (ang. dependencies) – czyli spis programów (bibliotek) lub pakietów, które są wymagane do zainstalowania i poprawnej pracy pakietu (działa to także w drugą stronę – pakiety później zainstalowane wymagające danego pakietu, uniemożliwiają jego odinstalowanie), a także sugestie dotyczące współpracy z innymi pakietami.
Pakiet RPM budowany jest na podstawie opisu zawartego w pliku spec.
Program ten powstał na potrzeby dystrybucji Red Hat Linux, aktualnie jest używany również w innych dystrybucjach (np. Fedora, SUSE, Mandriva, PLD).
Najnowsza stabilna wersja to RPM 4.19.1 wydana w grudniu 2023 roku (stan na Grudzień 2023).

## Nazwy pakietów
RPM wprowadził ujednolicone nazwy plików. Przykładowy pakiet z GNU Gadu posiada nazwę gg2-2.2.7-1.athlon.rpm. Nazwa ta składa się z czterech członów w formacie plik-wersja-wydanie.architektura.rpm:
- gg2 – nazwa programu,
- 2.2.7 – wersja programu,
- 1 – wydanie pakietu (może istnieć kilka wydań pakietu dla jednej wersji programu),
- athlon – architektura (platforma sprzętowa/typ procesora) dla której pakiet jest przeznaczony (np. i386, Athlon, Alpha, PPC, x86-64), noarch dla pakietów na dowolną architekturę lub src w przypadku pakietu źródłowego.

## Odgałęzienia
Aktualnie istnieją dwie wersje rozwijane projektu RPM – jedna w ramach projektu Fedora, zaś drugą wersją opiekuje się inna grupa programistów, którym przewodzi poprzedni opiekun projektu RPM, były pracownik firmy Red Hat. Obydwa projekty roszczą sobie prawa do bycia „oficjalnymi” wersjami RPM.

### RPM.org
Społeczność skupiona wokół witryny rpm.org wydała w lipcu 2022 roku wersję 4.17.1.
Ta wersja jest używana w takich dystrybucjach jak Fedora, Red Hat Enterprise Linux, openSUSE, SUSE Linux Enterprise oraz CentOS.

### RPM v5
Opiekun projektu RPM rozwijanego od 1999 roku, rozpoczął własne prace wraz z kilkoma programistami korzystającymi z różnych dystrybucji. Witryna internetowa projektu była dostępna pod adresem rpm5.org. Pierwsza wersja pakietu RPM wersja 5 została wydana w maju 2007 roku. 
Ta wersja jest (lub była) używana przez takie dystrybucje jak ArkLinux, PLD, Unity Linux, Mandriva oraz cAos Linux. Korzysta z niej także projekt OpenPKG dostarczający mechanizm tworzenia paczek dla innych platform uniksowych.